# 傅恒
傅恒（转写：fuheng；1722年3月8日—1770年9月2日），一作富恒，字春和，富察氏，孝賢純皇后之弟，满洲镶黄旗人。清朝大臣、軍事人物，官至軍機大臣、大學士。諡文忠。
傅恒歷任侍卫、总管内务府大臣、户部尚书、軍機大臣、保和殿大学士等职，乾隆十四年（1749）授一等忠勇公，歷加太子太保、太保。乾隆十三年（1748年），督师指挥大金川之战。乾隆三十四年，傅恒以经略征缅甸，三路出师，清兵因不適應當地瘴癘之疾，死伤惨重。阿里衮病逝，傅恒本人也病倒。三月回京，七月即病逝。乾隆帝親至其府宅祭奠，赐謚“文忠”。因儿子福康安追封嘉勇郡王，本人也获追赠郡王。

## 生平

### 出生名門
傅恆出身於名門，其先祖旺吉努在努爾哈赤起兵時，便率族人歸附。曾祖父哈什屯在太宗與世祖兩朝位列議政大臣，躋入當時清朝最高決策中樞。祖父米思翰受知於康熙皇帝，並被擢為戶部尚書，位列議政大臣，他堅定支持康熙皇帝議主撤藩，對康熙朝恢復和發展社會生產、平定三藩之亂都起了積極作用，聖祖時加讚譽。傅恆的伯父馬斯喀、馬齊和馬武都是康、雍兩朝非常顯赫的人物。傅恆的父親李榮保，官至察哈爾總管。傅恆的姐姐即孝贤纯皇后。

### 早年经历
康熙六十一年正月二十一日，傅恒出生，为李荣保幼子，幼年丧父。傅恒于乾隆五年（1740年）任蓝翎侍卫，不久升任头等侍卫。乾隆七年六月由御前侍卫升任為内务府總管，管理圆明园事务。乾隆八年十月由內務府總管改任户部右侍郎。乾隆九年，生母去世。乾隆十一年，担任军机大臣、户部右侍郎、内大臣，不久后转任户部左侍郎。乾隆十二年，升任户部尚书，兼任銮仪卫掌卫大臣、议政大臣、殿试读卷官、会典馆副总裁、正总裁。乾隆十三年（1748年）三月，孝贤纯皇后跟从乾隆帝东巡，返回至德州时去世。傅恒扈从随行，办理丧葬事务。四月，乾隆帝嘉奖其勤奋并恪尽职守，加太子太保。当时，首席军机大臣讷亲率军进攻大小金川，乾隆帝解除阿克敦协办大学士职务授给傅恒，並让他兼管吏部。

### 征讨金川
当时，讷亲主持进攻金川，劳师无功。九月，乾隆帝另遣傅恒暂管川陕总督，经略军务，旋即授保和殿大学士。以户部库房及诸行省银四百万充军饷，又出纳内帑十万筹备犒赏。十一月，傅恒启行，乾隆帝赐宴重华宫，亲至堂子行告祭典礼，并命皇子及大学士来保等送至良乡。随后，乾隆帝以傅恒行军迅速，纪律严明，命议叙，部议加太子太傅，特命加太保。傅恒固辞，乾隆帝不同意。
先前，小金川土舍良尔吉诈降充当莎罗奔的间谍。张广泗听从王秋之言，让他带领少数民族军队，清军一有举动，金川军立即得知。傅恒途中上疏请求诛杀良尔吉等人，将到达军队时，派副将马良柱招良尔吉前来迎接，到邦噶山，宣示他的罪行并诛杀了他。乾隆帝赞扬傅恒英明果断，命令再次给双眼孔雀翎，不允许推辞。十二月，傅恒到达卡撒，将军营移动到昔日堡垒之前，令总兵冶大雄监视金川军营垒。乾隆十四年（1749年）正月，傅恒上疏分析先前战败原因，主张分道进攻。
乾隆帝认为金川并非大敌，至此听说其地形险要难以攻下，于是以孝圣宪皇后之谕命令班师，而傅恒正督率总兵哈攀龙、哈尚德等攻下数座碉堡。乾隆帝以金川水土险恶，赐给傅恒人参三斤，屡次下诏召傅恒返回。又以孝圣宪皇后之谕封傅恒为一等忠勇公，赐给宝石顶、四团龙补服。傅恒上奏坚决反对撤兵，并力辞封赏，乾隆帝不同意。此时，傅恒及提督岳锺琪决策深入，莎罗奔派头人乞降，傅恒命令莎罗奔自缚前来军营投降。莎罗奔又派绰斯甲等拜访岳锺琪请求免死，岳锺琪亲自进入勒乌围，携莎罗奔及其子郎卡前往军营。傅恒于是接受莎罗奔父子投降。莎罗奔献佛像一座、白金万两，傅恒退回其金，莎罗奔请求用金子为傅恒建祠。次日，傅恒率军返回。乾隆帝用鼓励的诏书嘉奖，按照扬古利的旧例，赐豹尾枪二杆、亲军二名。三月，军队到达京师，乾隆帝命皇长子永璜及裕亲王广禄等到郊外迎接。不久后，乾隆帝还为富察氏建立宗祠，祭祀傅恒的曾祖、祖父、父亲三代，并为傅恒建造府第于东安门内。

### 平准噶尔
乾隆十九年（1754年），准噶尔内乱，乾隆帝打算对其用兵，询问群臣意见，只有傅恒支持。乾隆二十年（1755年），清军攻占伊犁，俘获达瓦齐，乾隆帝下诏再次封傅恒为一等公。傅恒上书坚辞直到流泪，乾隆帝于是批准。不久，乾隆帝将百名功臣画像陈列于紫光阁，傅恒荣居首位。乾隆二十一年（1756年），将军策楞追捕阿睦尔撒纳，乾隆帝命傅恒外出指挥军队，前往額林哈畢爾噶，召集蒙古諸台吉整饬軍事。傅恒出发后，策楞疏报到达，称已率兵深入，乾隆帝于是将傅恒召回。

### 征讨缅甸
乾隆三十三年（1768年），将军明瑞进攻缅甸失败。二月，乾隆帝任命傅恒为经略，阿里袞、阿桂任副將軍、舒赫德任參贊大臣，进攻缅甸。次年二月，傅恒率军出发，三月入云南。四月抵达边城腾越。到达边境后，傅恒发现翁古山有许多参天大树，其中昼楠、夜槐两种树木是造船的上等材料；附近野牛坝凉爽无瘴，利于造船。他一边命傅显率清军三千、湖广工匠四百六十余人秘密赶造战船，一边制定水陆并进、直捣缅甸都城阿瓦的军事计划。乾隆帝给予充分肯定。
乾隆三十四年（1769年）七月，傅恒兵发腾越，对缅发动突袭，初战告捷。九月，野牛坝战船造成，清军水陆并进，击溃缅甸水军。十月，攻克前被缅军攻占的军事重镇新街。十一月，进攻老官屯。老官屯是由北往南水陆交通咽喉，易守难攻，缅军设立木寨、水寨，据险坚抗，清军未能攻克。且这一带烟雾缭绕，湿度很大，水土恶劣，清军特别是久居北方的满洲兵身体很不适应，官兵染上瘴疠之疾纷纷病倒。清军原有水陆军三万一千余人，死亡过半，遭受重创。漕運總督傅显、总兵吴士胜、副将军阿里衮、副都统永瑞、提督五福、叶相德等将领均因病逝世。主帅傅恒也染上恶疾，一病不起。乾隆帝获悉，颁谕令命阿桂主持军事，傅恒立即班师回京。适逢缅甸国王、缅军主帅慑于清军兵威，也有罢兵乞和之意。乾隆帝借机同意前方清军与缅方议和息战。

### 英年早逝
傅恒在接到缅甸国王乞降方物后宣布撤军，于乾隆三十四年（1769年）回驻虎踞关，乾隆帝命他与云贵总督彰实商议裁减云南总兵、知府员缺，厘定州县旧制。乾隆三十五年（1770年）二月，班师回朝。三月，乾隆帝前往天津，傅恒前去朝见。之后，缅甸国王谢罪表长期未到，乾隆帝说傅恒正在病中，不忍心治缅甸国王之罪。两个月后，傅恒病情恶化。七月十三日，傅恒病逝，未满五十岁。乾隆帝对傅恒一生予以充分肯定，亲登其府在灵前祭酒，并谕示丧礼按宗室镇国公规格办理，赐谥号“文忠”，御制《大学士傅恒碑文》（翰林曹仁虎恭撰），入贤良祠。后来乾隆帝赋诗悼念傅恒，嘉许他为“社稷臣”。
嘉庆元年（1796年），福康安亡故，被追封為郡王，連帶推恩赠傅恒郡王衔，并配享太庙。

## 成就

### 軍事
乾隆十三年（1748年）九月，傅恆以戶部尚書協辦大學士署理川陝總督，三個月後攻下金川。乾隆十九年（1754年），在針對準噶爾內亂朝廷是否要派兵鎮壓的問題上，唯有傅恆堅決站在乾隆帝一邊，持支持態度。 乾隆二十年（1755年）六月，準噶爾之亂被清軍平息，傅恆眼光獨特。乾隆三十四年（1769年）傅恆督師緬甸，前期取得階段性勝利，但後期由於清軍水土不服的原因，造成大量人員減損，主帥傅恆亦染上惡疾，一年後去世。
不可否認的是，傅恆頗具軍事眼光，也確屬軍事人才。其指揮平準噶爾、大金川、緬甸戰役，均為乾隆“十全武功”做出重要貢獻。

### 文化
傅恆文武雙全，其作品範圍較廣，他主編、參與了《周易述義》、《春秋直解》、《西域同文志》、《增訂清文鑑》、《附明唐桂二王本末》、 《平定準噶爾方略》、《皇朝職貢圖》、《吏部則例》、《欽定詩義折中》、《欽定大清會典》、《欽定旗務則例》、《西域圖誌》、 《御批歷代通鑑輯覽》的撰寫工作。深受乾隆帝讚譽。

## 评价
傅恆是乾隆帝的寵臣，在軍機處23年，“日侍左右”，對下“每多謙沖”，“毫無驕汰之狀”。
《清史稿》：“傅恆以受降還師，德心孚契，自以其謹慎，非徒藉貴戚功閥重也。”
乾隆帝：“世胄元臣，与国休戚。早年金川，亦建殊绩。定策西师，唯汝予同。酇侯不战，宜居首功。”
萧一山曾说：“乾隆中，满大学士之声威卓著，备蒙恩眷者，前有傅恒，后有阿桂，而中叶尹继善、舒赫德亦并以阃外之功，入赞纶机，皆满人中之佼佼者也。”“乾隆之盛，斯亦用人之效已。初年有張廷玉之勤慎，鄂爾泰之練達，中年有劉統勳之幹濟，傅恆、兆惠之勳功，其餘嵇氏父子，陳世倌、史貽直、陳大受、汪由敦、梁詩正、尹繼善、孫嘉淦、陳宏謀、劉綸等，亦皆忠正有為。即晚葉和氏專政，朝綱大壞，亦尚有阿桂、王杰之持正不阿，故人才濟濟，得佐明堂，而後乃有政治之可言。”
蔡東藩：“傅恆、阿桂系乾隆朝名將，抑亦乾隆朝福將。有明瑞之喪師小猛育，而後傅恆乃慎重將事，有溫福之戰死木果木，而後阿桂乃堅忍成功。天下事經一度失敗，始增一番懲創，明瑞溫福之不幸，即所以成傅、阿二人之幸耳。傅、阿二人歿，嗣後有名將，少福將，故乾隆朝為清室極盛時代，亦即清室中衰時代。”

## 家族成员
- 曾祖：哈什屯。
- （嫡）曾祖母：觉罗氏[21][22]。
- 祖父：米思翰。
- （嫡）祖母：穆溪觉罗氏、博尔济吉特氏[21][22]。
- 父：李榮保。
- （嫡）母：觉罗氏[21][22]。
- 伯：馬斯喀、馬齊、馬武。
- 兄：廣成、傅宁、傅清、傅文、傅宽、傅新、傅玉、傅谦。
- 姊：孝賢純皇后（乾隆帝元配）、宗室薩喇善之妻。
- 妻：姓那拉氏，一品夫人，追封福晋。根据相关史料[a]，仅知傅恒妻是納蘭明珠后人，其余不详。她曾聘法式善为其曾孙授课。故知她拥有纳兰明珠之子揆叙的旧藏——明代陈淳画作《墨笔花卉卷》，称“中有先人手泽”。黄一农据此推测，她是纳兰明珠曾孙女、揆叙孙女[b]。并依“傅恒家族的贵盛”，婚配对象嫡庶之别，推测其父应是嫡出的永寿，而非庶出的永福[b][44]。根据相关资料，她与福康安生母（1722年农历十一月—1793年四月）当是同一人。民国后，文化上的排满、贬清情绪，造成清朝皇室的各类“丑闻”式传说风行，影响至今。由于乾隆帝对福康安最为优待，福康安为她与乾隆帝的私生子、乾隆帝更因与她通奸一事逼死发妻孝贤纯皇后的说法，是为其一。或说姓董鄂氏、孙佳氏。当代网络传说则称其为瓜尔佳氏，演绛为满清第一美人[45]。
- 妾：孙佳氏[來源請求]（镶红旗包衣，托恩多妹[來源請求]）

（托恩多一族於乾隆24年抬入满洲鑲紅旗，乾隆33年，托恩多被淑嘉皇贵妃兄金简参劾革职，由福隆安接替托恩多，乾隆34年，托恩多宅由多罗愉恭郡王弘庆三女及其額駙景亮认买）
- 子：福靈安、福隆安、福康安，另有数子夭折。
- 养子：福長安（傅恒八兄傅玉第四子）[來源請求]
- 孫：豐紳濟倫(正妻博爾濟吉特氏，固倫和敬公主第四女；继妻伊尔根觉罗氏，大学士三寶第四女，法式善女婿总兵世泰之姐)、豐紳果勒敏、德麟、錫麟、德勒克尼瑪。
- 女：成哲親王永瑆嫡福晉、睿恭親王淳穎嫡福晉。
  - 外孫：綿懃、綿懿、寶恩、端恩。
- 媳：和碩和嘉公主、多羅格格（福靈安的妻子，多羅愉恭郡王弘慶的五女。）
- 姪：明亮、明瑞、明義、奎林。
- 家僕: 林國泰,子林儁亦為福康安家僕,張問陶岳父。林儁隨福康安從征金川之役、廓爾喀之役、川楚教亂，總理軍餉糧運，乾隆特旨擢為四川布政使。
- 家教: 法式善,法式善曾被傅恒妻那拉氏聘为长孙丰绅济伦之子(傅恒曾孙)的家教，丰绅济伦继妻伊尔根觉氏是法式善女婿世泰的姐姐,上書房總師傅三寶女。好友张问陶岳父尚書房總師傅周煌為法式善師、张问陶继岳父林儁亦為福康安家僕。

## 世爵承襲[47]
|  |  | 一等忠勇公 傅恒乾隆十四年正月，始封           |  |  |  |  |  |  |  |  |  |  |  |
|  |  |                                               |  |  |  |  |  |  |  |  |  |  |  |
|  |  | 一等忠勇公 福隆安乾隆三十五年閏三月，一次襲   |  |  |  |  |  |  |  |  |  |  |  |
|  |  |                                               |  |  |  |  |  |  |  |  |  |  |  |
|  |  | 一等忠勇公 豐紳濟倫乾隆四十九年，二次襲       |  |  |  |  |  |  |  |  |  |  |  |
|  |  |                                               |  |  |  |  |  |  |  |  |  |  |  |
|  |  | 一等忠勇公 富勒琿凝珠嘉慶十二年十二月，三次襲 |  |  |  |  |  |  |  |  |  |  |  |
|  |  |                                               |  |  |  |  |  |  |  |  |  |  |  |
|  |  | 一等忠勇公 慶興道光九年十二月，四次襲         |  |  |  |  |  |  |  |  |  |  |  |
|  |  |                                               |  |  |  |  |  |  |  |  |  |  |  |
|  |  | 一等忠勇公 果齊遜咸豐六年，五次襲             |  |  |  |  |  |  |  |  |  |  |  |
|  |  |                                               |  |  |  |  |  |  |  |  |  |  |  |
|  |  | 一等忠勇公 松椿光緒十七年，六次襲 果齊遜嗣子  |  |  |  |  |  |  |  |  |  |  |  |

## 影視作品
| 出品時間 | 影視作品       | 飾演演員 |
| 1985     | 皇上保重       | 李國麟   |
| 1988     | 滿清十三皇朝2  | 熊德誠   |
| 1997     | 還珠格格       | 張巍     |
| 2001     | 才子佳人乾隆皇 | 黃維德   |
| 2005     | 李衛辭官       | 楊俊毅   |
| 2011     | 新還珠格格     | 邢瀚卿   |
| 2018     | 延禧攻略       | 許凱     |
| 2018     | 如懿傳         | 賈延龍   |

## 延伸阅读
[在维基数据编辑]
 《清史稿·卷301》，出自趙爾巽《清史稿》

### 引用
1. ↑  弘昼等. . 辽海出版社. 2002: 326. ISBN 9787806691892.
2. ↑  赵尔巽.  . 维基文库. 米思翰，富察氏，滿洲鑲黃旗人。先世居沙濟。曾祖旺吉努，當太祖時，率族來歸，授牛錄額真。父哈什屯，事太宗，以侍衛襲管牛錄。擢禮部參政，改副理事官。討瓦爾喀，招明總兵沈志祥。從攻錦州，明總兵曹變蛟夜襲御營，先眾扞禦，被創，力戰卻之。順治初，授內大臣、議政大臣，世職屢進一等阿達哈哈番兼拖沙喇哈番。
3. ↑  
赵尔巽.  . 维基文库. 李榮保，襲世職，兼管牛錄，累遷至察哈爾總管，卒。乾隆二年，冊李榮保女為皇后，追封一等公。十三年，冊諡孝賢皇后，推恩先世，進封米思翰一等公。十四年，以李榮保子大學士傅恆經略金川功，敕建宗祠，祀哈什屯、米思翰、李榮保，並追諡李榮保曰莊愨。
4. ↑  
赵尔巽.  . 维基文库. 傅恆，字春和，富察氏，滿洲鑲黃旗人，孝賢純皇后弟也。
5. ↑  乾隆朝實錄卷169  ○谕曰。常明年老。现今患病不能办事。其领侍卫内大臣事务。著泰陵总管内务府大臣佛伦署理。佛伦所遗陵寝总管内务府大臣员缺。著牧场总管觉和托补授。其牧场总管员缺。著内务府总管等、照例拣选应升人员。带领引见。觉和托所遗员缺。即著协理台站事务总管白泰、兼理台站事务。俟牧场总管员缺补授人员时。应否令其兼理台站事务之处。另降谕旨。再内务府总管等、各有兼理之事。又有出差之人。既无专办人员。著御前侍卫。傅恒、补授内务府总管。学习办理。
6. 1 2  《清史列传》三册,卷二十
7. ↑  赵尔巽.  . 维基文库. 傅恆自侍衛洊擢戶部侍郎。
8. ↑  乾隆朝實錄卷203  ○以山西巡抚刘于义、为户部尚书。户部右侍郎阿里衮、为山西巡抚。内务府总管傅恒、为户部右侍郎。以吏部左侍郎蒋溥、实授湖南巡抚。原任户部右侍郎归宣光、为吏部左侍郎。以刑部左侍郎周学健、实授福建巡抚。内阁学士兼礼部侍郎彭启丰、为刑部左侍郎
9. ↑  .   [2020-12-18]. （原始内容存档于2020-07-21）.
10. ↑  《国朝耆献类征初编》五册,2801-2808
11. ↑  赵尔巽.  . 维基文库. 乾隆十年六月，命在軍機處行走。十二年，擢戶部尚書。
12. 1 2 3 4  清國史館傳稿，5730號
13. ↑  赵尔巽.  . 维基文库. 十三年三月，孝賢純皇后從上南巡，還至德州崩，傅恆扈行，典喪儀。四月，敕獎其勤恪，加太子太保。時訥親視師金川，解尚書阿克敦協辦大學士以授傅恆，並兼領吏部。
14. ↑  赵尔巽.  . 维基文库. 訥親既無功，九月，命傅恆暫管川陝總督，經略軍務。尋授保和殿大學士，發京師及諸行省滿、漢兵三萬五千，以部庫及諸行省銀四百萬供軍儲，又出內帑十萬備犒賞。十一月，師行，上詣堂子告察，遣皇子及大學士來保等送至良鄉。
15. ↑  赵尔巽.  . 维基文库. 傅恆既行，上日降手詔褒勉。傅恆互道陝西，言驛政不修誤軍興，上命協辦大學士尚書尹繼善攝陝西總督，主饋運。入四川境，馬不給，上又命尹繼善往來川、陝督察。旋以傅恆師行甚速，紀律嚴明，命議敘，部議加太子太傅，特命加太保。固辭，不允，發京師及山西、湖北馬七千佐軍。
16. ↑  赵尔巽.  . 维基文库. 初，小金川土舍良爾吉間其兄澤旺於莎羅奔，奪其印，即烝於嫂阿扣。莎羅奔之犯邊也，良爾吉實從之，後詐降為賊諜。張廣泗入奸民王秋言，使領蠻兵，我師舉動，賊輒知之。傅恆途中疏請誅良爾吉等，將至軍，使副將馬良柱招良爾吉來迎，至邦噶山，正其罪，並阿扣、王秋悉誅之。事聞，上褒傅恆明斷，命拜前賜雙眼孔雀翎，毋更固辭。
17. ↑  赵尔巽.  . 维基文库. 十月，至卡撒，以屯軍地狹隘，與賊相望，且雜處番民市肆中，乃相度移舊壘前，令總兵冶大雄監營壘。十四年正月，上疏言：「臣至軍，察用兵始末：當紀山進討之始，馬良柱轉戰而前，逾沃日收小金川直抵丹噶，其鋒甚銳。彼時張廣泗若速進師，賊備未嚴，殄滅尚易；乃坐失事機，宋宗璋宿留於雜穀，許應虎敗衄於的郊，賊得盡據險要，增碉備禦。訥親初至，督戰甚急，任舉敗沒，銳挫氣索，軍無鬥志，一以軍事委張廣泗。廣泗又為奸人所愚，專主攻碉。先後殺傷數千人，匿不以聞。臣惟攻碉最為下策，槍砲不能洞堅壁，於賊無所傷。賊不過數人，自暗擊明，槍不虛發。是我惟攻石，而賊實攻人。賊於碉外為濠，兵不能越，賊伏其中，自下擊上。其碉銳立，高於浮屠，建作甚捷，數日可成，旋缺旋補。且眾心甚固，碉盡碎而不去，砲方過而復起。客主勞佚，形勢迥殊，攻一碉難於克一城。即臣所駐卡撒，左右山巔三百餘碉，計日以攻，非數年不能盡。且得一碉輒傷數十百人，得不償失。兵法，攻堅則瑕者堅，攻瑕則堅者瑕。惟使賊失所恃，我兵乃可用其所長。擬俟諸軍大集，分道而進。別選銳師，旁探間道，裹糧直入，逾碉勿攻，繞出其後。番眾不多，外備既密，內守必虛。我兵既自捷徑深入，守者各懷內顧，人無固志，均可不攻自潰。卡撒為進噶拉依正道，嶺高溝窄，臣當親任其難。黨壩隘險，亦幾同卡撒，酌益新軍。兩道並進，直搗巢穴，取其渠魁。期四月間奏捷。
18. ↑  赵尔巽.  . 维基文库. 上以金川非大敵，勞師兩載，誅大臣，失良將，內不懌。及是聞其地險難下，益不欲竟其事，遂以孝聖憲皇后諭命班師，而傅恆方督總兵哈攀龍、哈尚德等攻下數碉。上以金川水土惡，賜傅恆人蓡三斤，並及諸將有差，屢詔召傅恆還。又以孝聖憲皇后諭封一等忠勇公，賜寶石頂、四團龍補服。傅恆奏言：「金川事一誤，今復輕率蕆事，賊焰愈張。眾土司皆罹其毒，邊宇將無寧日。審度形勢，賊碉非盡當道，其巢皆老弱，我兵且戰且前，自昔嶺中峰直抵噶拉依，破竹建瓴，功在垂成，棄之可惜。且臣受詔出師，若不掃穴擒渠，何顏返命？」並力辭封賞，上不允，手詔謂：「匈奴未滅，無以家為，乃驃姚武人銳往之概。大學士抒誠贊化，豈與兜鍪閫帥爭一日之績？ 」反覆累數千言，復賜詩喻指。
19. ↑  赵尔巽.  . 维基文库. 時傅恆及提督岳鍾琪決策深入，莎羅奔遣頭人乞降，傅恆令自縛詣軍門。莎羅奔復介綽斯甲等詣岳鍾琪乞貸死，鍾琪親入勒烏圍，挈莎羅奔及其子郎卡詣軍門。語詳鍾琪傳。傅恆遂受莎羅奔父子降，莎羅奔等焚香作樂，誓六事：無犯鄰比諸番，反其侵地，供役視諸土司，執獻諸酋抗我師者，還所掠內地民馬，納軍械槍砲，乃承製赦其罪。
20. ↑  赵尔巽.  . 维基文库. 莎羅奔獻佛像一、白金萬，傅恆卻其金，莎羅奔請以金為傅恆建祠。
21. 1 2 3 4  《欽定皇朝通典·卷五十》功臣專祠[……]乾隆二年命歲祭宏毅公額亦都祠祠在安定門外春秋諏吉即其本宗祠遣官致祭 十四年三月諭人子報本之忱必念爾祖國家酬庸之典爰及所生大學士公傅恒夙夜宣猷贊襄機務[……]正祠五間太子太保內大臣議政大臣內務府總督一等男追封一等公諡恪僖哈世屯居中以一品夫人覺羅氏配戶部尚書內務府總管一等男追封一等公諡敏東米思翰左以一品夫人穆溪覺羅氏博爾濟吉特氏配一等男兼察哈爾總管追贈一等公諡壯愨李榮保右以一品夫人覺羅氏配[……]
22. 1 2 3 4  《皇朝文獻通考·卷一百二十三》乾隆十四年三月乙夘立太子太保内大臣追封一等承恩公諡恪僖哈世屯户部尚書内務府總管追封一等承恩公諡敏果米思翰一等男兼察哈爾總管追贈一等承恩公諡壯慤李榮保祠 皇上諭人子報本之忱必念爾祖國家酬庸之典爰及所生[……]内設三案恪僖公居中以一品夫人覺羅氏配敏果公左以一品夫人穆溪覺羅氏博爾濟吉特氏配壯慤公右以一品夫人覺羅氏配嵗以春秋仲月諏吉遣太常寺卿致祭祝辭曰維某年月日[……]
23. ↑  赵尔巽.  . 维基文库. 翌日，傅恆率師還。上優詔嘉獎，命用揚古利故事，賜豹尾槍二桿、親軍二名。三月，師至京師，命皇長子及裕親王等郊迎。上御殿受賀，行飲至禮。傅恆疏辭四團龍補服，上命服以入朝，復命用額亦都、佟國維故事，建宗祠，祀曾祖哈什屯以下，並追予李榮保諡，賜第東安門內，以詩落其成。
24. ↑  赵尔巽.  . 维基文库. 十九年，準噶爾內亂，諸部台吉多內附。上將用兵，諮廷臣，惟傅恆贊其議。二十年，師克伊犁，俘達瓦齊以歸，諭再封一等公，傅恆固辭，至泣下，乃允之。尋圖功臣像紫光閣，上親制贊，仍以為冠，舉蕭何不戰居首功為比。
25. ↑  赵尔巽.  . 维基文库. 二十一年四月，將軍策楞追捕阿睦爾撒納未獲，上命傅恆出視師，赴額林哈畢爾噶，集蒙古諸台吉飭軍事。傅恆行日，策楞疏至，已率兵深入，復召傅恆還。
26. ↑  赵尔巽.  . 维基文库. 三十三年，將軍明瑞徵緬甸敗績，二月，授傅恆經略，出督師。時阿里袞以副將軍主軍事，上並授阿桂副將軍、舒赫德參贊大臣，命舒赫德先赴雲南，與阿里袞籌畫進軍。
27. ↑  赵尔巽.  . 维基文库. 三十四年二月，傅恆師行，發京師及滿、蒙兵一萬三千六百人從征，上御太和殿賜敕，賚御用甲冑。四月，至騰越，傅恆決策，師循戛鳩江而進，大兵出江西，取道猛拱、猛養，直搗木梳，水師沿江順流下，水陸相應。偏師出江東取猛密，夾擊老官屯。往歲以避瘴，九月後進兵，緬甸得為備。傅恆互議先數十日出不意，攻其未備，水師當具舟。上初命阿里袞造舟濟師，阿里袞等言崖險澗窄不宜舟，傍江亦無造舟所。上又命三泰、傅顯往視，言與阿里袞等同。及傅恆至軍，諮土司頭人，知蠻暮有山曰翁古多木，旁有地曰野牛壩，野人所居，涼爽無瘴。即地伐木造舟，野人樂受值，執役甚謹。傅恆即使傅顯佐蒞事。舟成，督滿、漢兵並從行奴僕，更番轉搬。又得茂隆廠附近砲工，令範銅為砲。狀聞，輒降旨嘉獎，為賦造舟行焉。
28. ↑  赵尔巽.  . 维基文库. 傅恆初議自將九千三百人渡戛鳩而西，師未集，七月，將四千人發騰越。上以經略自將師寡，促諸軍速集如初議。八月，傅恆自南蚌趨戛鳩。奏至，上方行圍木蘭，入圍獲狍，畀福隆安以賜傅恆。傅恆道南底壩至允帽，臨戛鳩江，時猛拱大頭人脫猛烏猛、頭人賀丙等，詣傅恆請降。師至，脫猛烏猛將夾江諸夷寨頭人來迎，與賀丙具舟。傅恆命分兵徐濟，夾江為寨猛拱后土司渾覺亦請降，獻馴象四。上賚三眼孔雀翎，傅恆疏辭。師復進，取猛養，破寨四，誅頭人拉匿拉賽。設台站，令瑚爾起以七百人駐守。
29. ↑  赵尔巽.  . 维基文库. 遂至南董幹，攻南準寨，獲頭人木波猛等三十五人。進次暮臘，再進次新街。傅恆自渡戛鳩江，未嘗與緬甸兵戰，刈禾為糧，行二千里不血刃，而士馬觸暑雨多疾病。會阿桂將萬餘人自虎踞關出野牛壩，造舟畢成，徵廣東、福建水師亦至，乃合軍並進。哈國興將水師，阿桂、阿里袞將陸師，阿桂出江東，阿里袞出江西。緬兵壘金沙江兩岸，又以舟師扼江口。阿桂先與緬兵遇，麾步兵發銃矢，又以騎兵陷陣，緬兵潰。哈國興督舟師乘風蹴敵，緬兵舟相擊，死者數千。阿里袞亦破西岸緬兵，傅恆以所獲纛進。上復為賦詩，阿里袞感瘴而病，改將水師，旋卒。十一月，傅恆復進攻老官屯，老官屯在金沙江東，東猛密，西猛墅，北猛拱、猛養，南緬都阿瓦，為水陸通衢。緬兵伐木立寨甚固，哈國興督諸軍力攻，未即克。師破東南木寨，緬兵夜自水寨出，傅恆令海蘭察御之，又令伊勒圖督舟師掩擊，復獲船纛。緬兵潛至江岸築壘，又自林箐中出，海蘭察擊之，屢有斬馘。
30. ↑  赵尔巽.  . 维基文库. 師久攻堅，士卒染瘴多物故，水陸軍三萬一千，至是僅存一萬三千。傅恆以入告，上命罷兵，召傅恆還京。傅恆俄亦病，阿桂以聞。上令即馳驛還，而以軍事付阿桂。
31. ↑  赵尔巽.  . 维基文库. “會緬甸酋懵駁遣頭人諾爾塔齎蒲葉書乞罷兵，傅恆奏入，上許其行成。傅恆附疏言：「用兵之始，眾以為難。臣執意請行，負委任，請從重治罪。」上手詔謂：「用兵非得已，如以為非是，朕當首任其過。皇祖時，吳三桂請撤籓，諮於群臣，議撤者惟米思翰、明珠數人。及三桂反，眾請誅議撤諸臣，皇祖深闢其非。朕仰紹祖訓，傅恆此事，可援以相比。傅恆收猛拱，當賜三眼孔雀翎，疏辭，俟功成拜賜。今既未克賊巢，當繳進賜翎，以稱其請罪之意。」懵駁遣頭人詣軍獻方物。
32. ↑  赵尔巽.  . 维基文库. 十月，傅恆還駐虎踞關，上命傅恆會雲貴總督彰寶議減雲南總兵、知府員缺，釐正州縣舊制。
33. ↑  载《钦定八旗通志：八旗祀典》卷82。
34. ↑  赵尔巽.  . 维基文库. 三十四年二月，班師。三月，上幸天津，傅恆朝行在。既而緬甸酋謝罪表久不至，上謂傅恆方病，不忍治其罪。七月，卒，上親臨其第酹酒，命喪葬視宗室鎮國公，諡文忠。又命入祀前所建宗祠。其後上復幸天津，念傅恆於此復命，又經傅恆墓賜奠，皆紀以詩。及賦懷舊詩，許為「社稷臣」。嘉慶元年，以福康安平苗功，贈貝子。福康安卒，推恩贈郡王銜，旋並命配享太廟。
35. ↑  赵尔巽.  . 维基文库. 時訥親視師金川，解尚書阿克敦協辦大學士以授傅恆，並兼領吏部。訥親既無功，九月，命傅恆暫管川陝總督，經略軍務。
36. ↑  赵尔巽.  . 维基文库. 時傅恆及提督岳鍾琪決策深入，莎羅奔遣頭人乞降，傅恆令自縛詣軍門。傅恆遂受莎羅奔父子降。
37. ↑  赵尔巽.  . 维基文库. 十九年，準噶爾內亂，諸部台吉多內附。上將用兵，諮廷臣，惟傅恆贊其議。
38. ↑  赵尔巽.  . 维基文库. 三十三年，將軍明瑞徵緬甸敗績，二月，授傅恆經略，出督師。
39. ↑  參見《清高宗實錄》第二卷。
40. ↑  赵尔巽.  . 维基文库.
41. ↑  紫光阁功臣像赞
42. ↑  《清代通史》第二卷第一篇
43. ↑  傅經略暫平南服阿將軍再定金川 ．國學導航
44. 1 2 3  黄一农. . 清史研究 (北京市: 中国人民大学). 2012, (2012年第04期). ISSN 1002-8587. （原始内容存档于2018-11-15） （简体中文）.
45. ↑  欧怀琳. . 凤凰网. 2018-08-28  [2018-11-13]. （原始内容存档于2018-11-13）.
46. ↑  第一历史档案馆
47. ↑  《清史稿》卷一百六十八，表八，諸臣封爵世表一。

### 书目
- 《清史稿》列傳八十八
- 《清史列傳》三冊,卷二十
- 《清史館傳稿》5730號,6063號,6754號,7278號,7355號,7781號
- 《清國史館傳稿》5730號
- 《滿名臣傳》六冊,卷四十五
- 李桓 編：《國朝耆獻類徵初編》五冊,2801-2808
- 恒慕義 編：《清代名人傳略》中冊,124
- 《清史稿校註》一冊387,八冊6691
- 《清代職官年表》一冊55,220
- 中央研究院歷史語言研究所 （页面存档备份，存于） 內閣大庫檔案：054571號、056131號、075470號、121216號、121228號